# Comitetul Național Român (1975)
Comitetul Național Român este o organizație înființată în 1975 la Paris de Nicolae Penescu, după desființarea comitetului din Statele Unite condus de Constantin Vișoianu.

 Acest articol despre un subiect legat de  istoria României este deocamdată un ciot. Puteți ajuta Wikipedia prin completarea sa.